# Киевская хоругвь
Ки́евская хору́гвь (хоругвь Киевского воеводства, пол. Chorągiew kijowska) — геральдическое знамя шляхетского ополчения Киевского воеводства Великого княжества Литовского до 1569 года и Короны Польской после Люблинской унии во время посполитого рушения.

## Описание
Согласно описанию Каспера Несецкого, Киевское воеводство имело хоругвь, на лицевой стороне которой изображён герб с белым ангелом в красном поле. В правой руке ангел держал обнажённый меч, опущенный концом вниз, и ножны в левой руке. На другой стороне хоругви — герб с идущим медведем в белом поле, левая передняя нога которого слегка приподнята.

## История
Согласно реформе 1565—1566 годов воеводства стали и военными округами, которые формировали территориальное военное подразделение — часть войска, «при коей состоит хоругвь (знамя) или значок».
Александр Гваньини сообщает, что хоругвь воеводства была зелёного цвета «о двух рогах»: с одной стороны на красном поле герб «Погоня» Великого княжества Литовского, а с другой стороны черный идущий медведь на белом поле. Схожее описание приводит Бернард О'Коннор, только медведь у него на синем поле.
Марцин Бельский своей «Хроники польской» (1597), написанной после Люблинской унии 1569 года, и приведшей к переходу воеводства из Литовского княжества в Польскую корону, уже иначе описывывает хоругвь: «на  одной стороне баннера был карающий крылатый ангел, с опущенным вниз обнажённым мечом в одной руке, и держащим ножны в другой руке. С другой стороны баннера был идущий медведь на белом щите, у которого левая передняя нога слегка приподнята».
Архангел Михаил со времён Киевской Руси считался защитником Киева и Киевской земли.
После присоединения Киевского княжества именно он появляется в 1529 году на печати Великого князя Литовского Сигизмунда I, наряду с гербами Смоленской и Волынской земель.
В 1507—17 годах по образцу герба Киевского воеводства создан герб Новогрудского воеводства с изображением Архангела Михаила. С этого времени киевская хоругвь изменяется, и обзаводится гербом с изображением чёрного медведя. Окончательно герб с медведем закрепился на Виленском Сейме 1529 года. Первоначальный вид и цвет герба были зафиксированы в гербовнике Stemmata Polonica.
Герб с идущим медведем изображался на литовских печатях. Бартош Папроцкий в своей книге «Гербы польского рыцарства», изданной в 1584 году, причислял герб с идущим медведем, наряду с Погоней и Коломнами, к основным гербам Великого княжества Литовского.  После присоединения воеводства к Польской Короне в 1569 году, в польской геральдике и вексилографии в основном используется изображение архангела Михаила с опущенным мечём и ножнами. В литовской геральдике вплоть до раздела Речи Посполитой как герб воеводства использовался идущий чёрный медведь на белом или светло-голубом фоне.
В связи с активной полонизацией Великого княжества Литовского на всех хоругвях княжества введено обязательное использование изображение государственного герба. Статут 1566 года (раздел 4, Статья 10) предписывал использовать Погоню даже на всех земских печатях поветов: «даём под гербом того барства нашего Великого Княжества Литовского, погонею, печать до кождого повета». После присоединения воеводства к Польской Короне на хоругвях (а также печатях) герб Погоня заменяется иными символами или белым орлом — польским гербом.
Характерной чертой было обозначение поветового или воеводского герба вместе с территориальным названием хоругви. Сохранилась центральная часть Трокской хоругви времён русско-польской войны 1609—1618 годов, на которой указано имя короля Польского и Великого князя Литовского Сигизмунда III: Sigismundus III Dei gratia rex Poloniae magnus dux Lithuaniae.